# Norman Heathcote

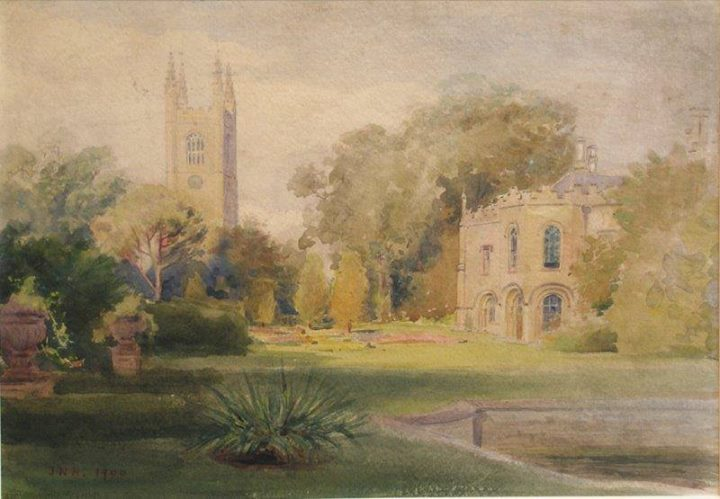
Zahrady Conington Castle, akvarel, 1900

John Norman Heathcote (21. června 1863 – 16. července 1946) byl britský spisovatel, akvarelový malíř a fotograf, který napsal knihu St. Kilda, publikovanou v roce 1900, o skotském hebridském souostroví St. Kilda.

## Rodina a biografie
Norman Heathcote byl druhé dítě a nejstarší syn Johna Moyera Heathcota (1834–1912) a Louisy Cecilie MacLeodové (1838–1910), kteří se vzali v roce 1860. Jeho otec (jehož matka byla nejmladší dcerou barona Nicholase Ridleyho-Colborna) byla barrister a významný amatérský hráč tenisu. Jeho matka byla nejstarším dítětem Normana Macleoda. Jako dítě Norman žil v Londýně, v Brightonu a na hradě Conington.
Heathcote se narodil v roce 1863 a navštěvoval Eton College a pak Trinity College v Cambridge v roce 1882, kde získal titul BA v roce 1885. V roce 1906 se stal smírčím soudcem a v 1917/18 hlavním šerifem Huntingdonshire. Po smrti svého otce v roce 1912 zdědil Conington Castle, Conington, Huntingdonshire s majetkem o rozloze přes 2800 ha, kde žil po mnoho let. Také zdědil panství Steeple Gidding, které prodal panu Towerovi v roce 1915.
V roce 1933 vlastnil parní jachtu zvanou Ketch. Neoženil se, ani neměl děti. Zemřel 16. července 1946 a je pohřben v Coningtonstém kostele.

## St. Kilda

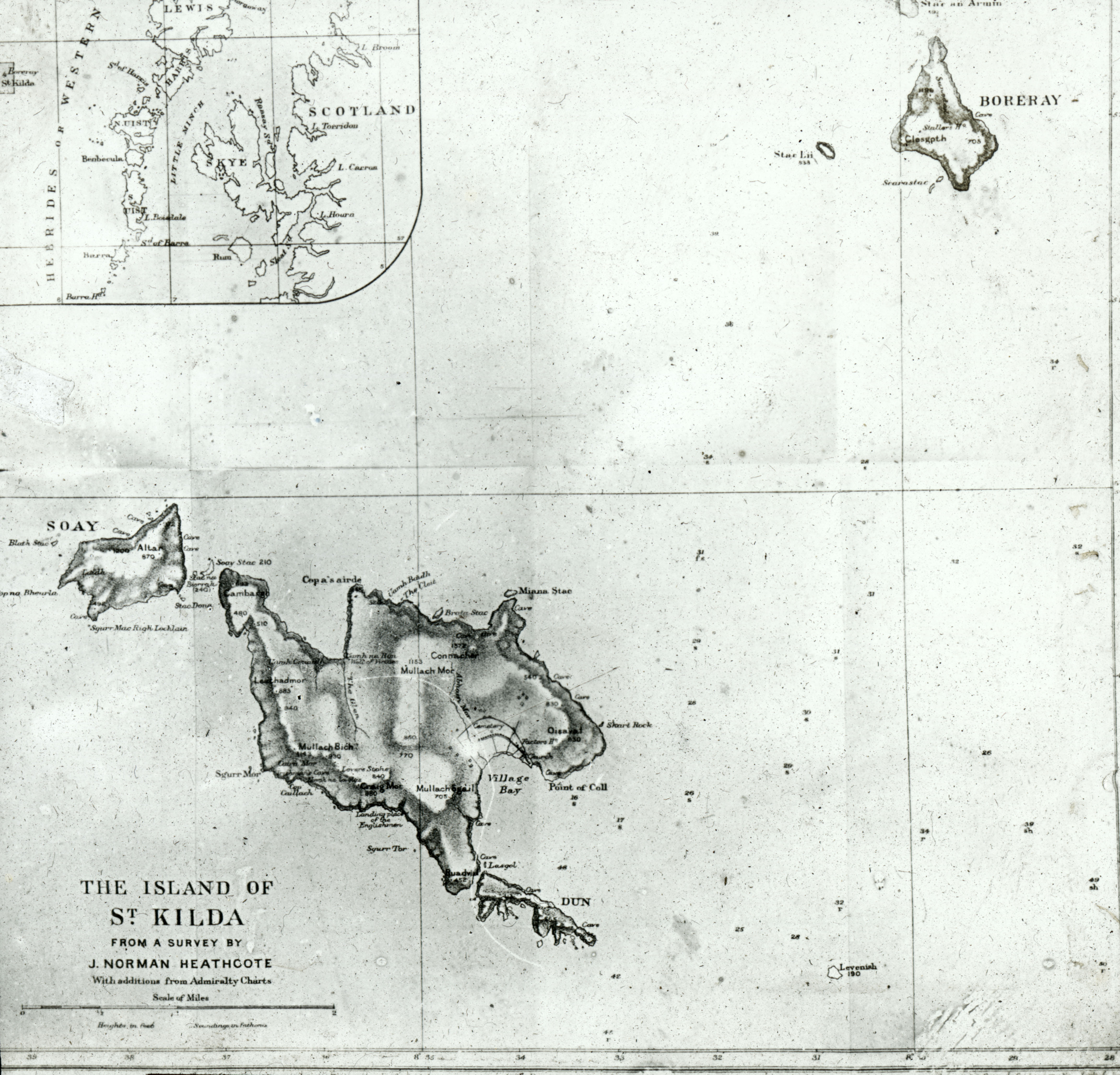
Mapa St. Kildy Normana Heathcotea

V roce 1898 a podruhé v roce 1899 navštívil Heathcote souostroví se svou sestrou Evelyn. V té době ostrov St. Kilda vlastnil jeho strýc Reginald MacLeod. Chtěl pokračovat v psaní knihy o ostrovech, kterou vydalo v roce 1900 v Londýně nakladatelství Longmans Green a přetištěna byla v roce 1985. To zahrnovalo osmdesát jeho vlastních fotoilustrací (pořízené ruční kamerou), nákresy, obrázky a mapu. Jako první zaznamenal na ostrovech několik druhů ptáků. Kniha se zabývá lidmi žijícími na St. Kildě, jejich dějinami a zvyky; divokou zvěří (zejména pozorování ptáků)a zážitky z plavby a lezení na St. Kildans.

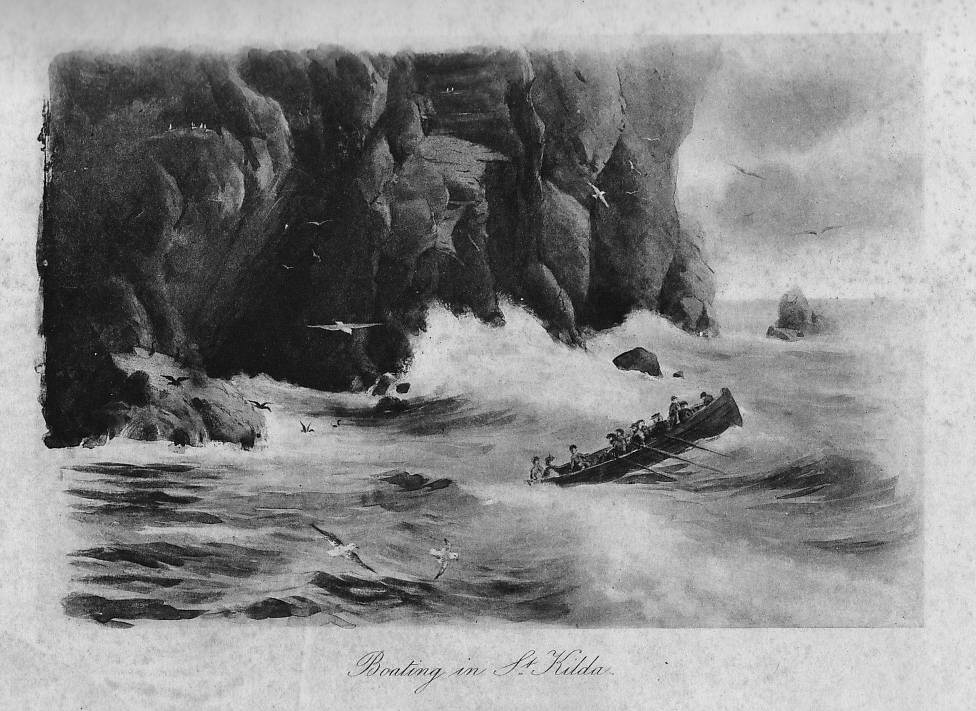
Fotogravura Lodě v St. Kildě (z knihy St. Kilda), 1900

V roce 1898 Heathcote a jeho sestra dorazili po čtyřhodinové plavbě na parníku Martin Orme SS Dunara Castle. Dunara a McCallumův parník Hebridy je navštěvovali asi jednou za čtrnáct dní, ale pouze během tři letních měsíce. Mezi asi dvaceti návštěvníky bylo několik turistů, jiní však přišli, aby začali stavět novou školu. V roce 1898 položila Evelyn základní kámen a v době své návštěvy v roce 1899 byla škola dokončena a kostel byl kompletně zrekonstruován. Stálé obyvatelstvo čítalo asi sedmdesát lidí, nejvíce mluvilo pouze skotskou gaelštinou, i když děti se ve škole učili anglicky.

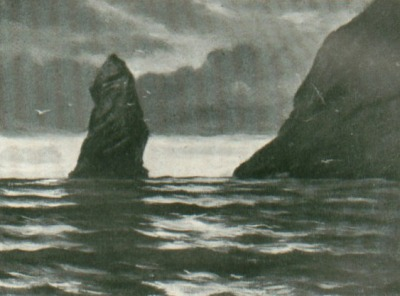
Stack Lee (z „Horolezectví v St. Kildě“)

V roce 1899 jejich návštěva trvala dva měsíce a v červenci Heathcote a Evelyn byli lodí převezeni na ostrov Boreray, kde spolu lezli na vrchol Stac Lee. Napsal, že Stac Lee nebyl „obtížným stoupáním“ a že před Evelyn stály na vrcholu již dvě další ženy. Nicméně, po prozkoumání ostrova Boreray a před návratem na hlavní ostrov Hirta, se počasí zhoršilo a oni byli nuceni strávit noc ve svém člunu a schovávat se v mořské jeskyni na Boreray. Když navštívil vrchol Stac Levenish, bylo mu řečeno, že byl první člověk na St. Kilda, který tam byl. Nedokázal se opět nalodit do člunu, musel vylézt zpět na vrchol, aby sestoupil na druhou stranu, kde loď mohla být ve více chráněné vodě. Za nejobtížnější vrchol na stoupání považoval Stac Biorach, říká se, že Richard Manliffe Barrington byl jediný neobyvatel St. Kildanu, který ho vylezl.

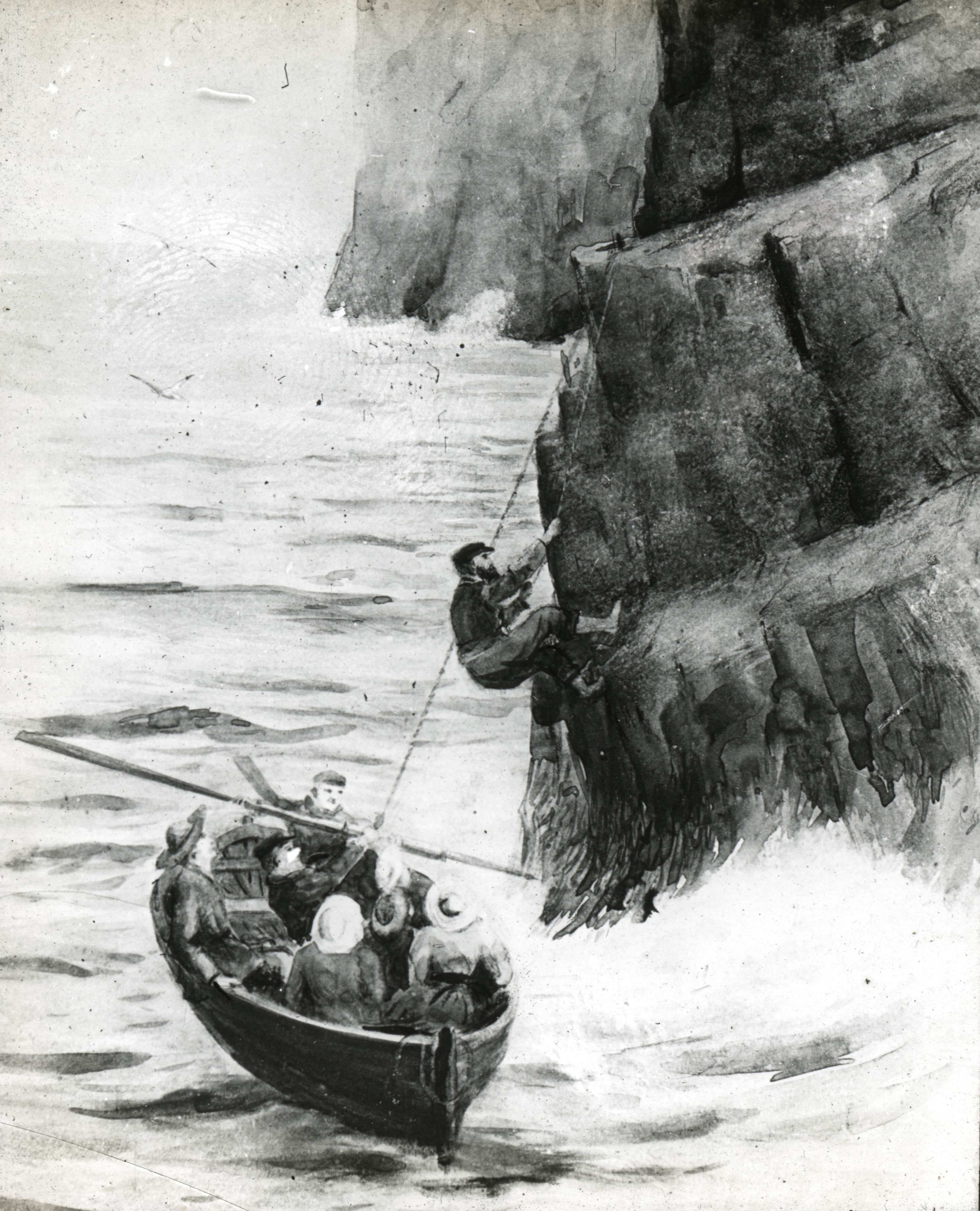
Přistání na Stac Lee (z „Horolezectví ve St. Kildě“).

V roce 1900 publikoval papírovou „mapu St. Kilda“ v Geographical Journal, kde popsal své průzkumné metody při výrobě mapy, která byla součástí knihy St. Kilda. S výjimkou Village Bay na Hirtě je těžké slézt dolů na břeh, z vrcholu útesů je často nemožné pohodlně vidět pobřeží. V Soay a Boreray se ani nepokusil dostat svůj teodolit na břeh. O rok později v článku „Lezení na St. Kildě“ v časopisu Scottish Mountaineering Club podal přehled o svých zkušenostech s lezením. O lezení na Stac Lee prozradil, že to bylo „poměrně snadné“ ačkoli dostat se z břehu na vrchol bylo „nejhorší“ skákání na břeh a lezení po převislých útesech pokrytými kluzkými mořskými řasami 6 metrů nad hladinou moře. Doporučil sundat boty a šplhat v ponožkách.

Mapy ostrova St. Kilda, Skotský horolezecký klub, 1901
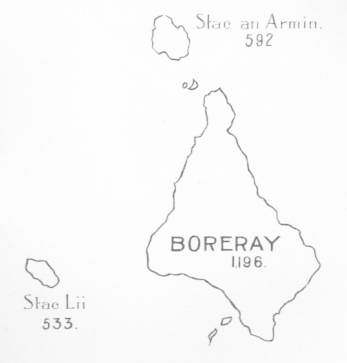
Boreray
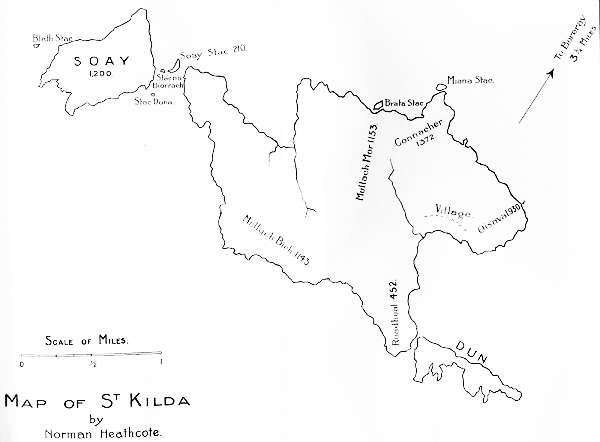
Hirta a Soay

## Publikace
- HEATHCOTE, J Norman. A Map of St Kilda. Geographical Journal. Únor 1900, roč. 15, čís. 2, s. 142–144, 204. doi:10.2307/1774585. JSTOR 1774585. (anglicky)
- HEATHCOTE, Norman. St. Kilda. London: Longmans, Green & Co, 1900. Dostupné online.
- HEATHCOTE, Norman. St. Kilda with 80 Illustrations from Sketches and Photographs of the People, Scenery and Birds by the Author. Edinburgh: Rowll Press, 1985.
- HEATHCOTE, Norman. Climbing in St. Kilda. Scottish Mountaineering Club Journal. May 1901, roč. 6, čís. 5, s. 147–152. Dostupné online [cit. 2014-06-01]. (anglicky)